# Final del Torneo Clausura 2009 (Chile)
La Final del Campeonato Copa BancoEstado Clausura 2009 de la Primera División de Chile fue una serie de partidos de ida y vuelta, que se disputaron los días sábado 5 de diciembre y miércoles 9 de diciembre, y que definió al segundo campeón del año del fútbol en Chile.
Para esta final, la regla del gol de visitante fue tenida en cuenta como medida de empate en goles, en caso de haber igualdad, se jugarían 30 minutos de alargue para lograr un ganador, y en caso de persistir la igualdad, se definiría al campeón en tiros desde el punto penal. El partido de vuelta fue local el equipo con mejor puntaje de la Fase Clasificatoria.
Su organización estuvo a cargo de la ANFP, y contó con la participación de los dos equipos ganadores en semifinales: Universidad Católica (1.º) y Colo-Colo (4.º), quienes venían de eliminar a Santiago Morning (6.º) y Deportes La Serena (2.º) respectivamente. El ganador de esta llave y, en consecuencia, del campeonato obtuvo el derecho de disputar la Copa Libertadores 2010 desde la fase de grupos como Chile 2, mientras que el subcampeón la disputará desde la fase previa como Chile 3.

## Antecedentes
Desde que se instauró el sistema de campeonatos cortos con play-offs en 2002, Universidad Católica alcanzó su cuarta final bajo el formato, en las ocasiones anteriores había vencido en dos (Apertura 2002 y Clausura 2005), y perdido una (Clausura 2002) e iban en busca de su décima estrella y romper una sequía de 4 años sin títulos, con Marco Antonio Figueroa al mando del equipo. En tanto, Colo-Colo llegó a su novena final, habiendo salido campeón anteriormente en cinco (Clausura 2002, Apertura 2006, Clausura 2006, Clausura 2007, y Clausura 2008) y subcampeón en tres (Apertura 2003, Clausura 2003, y Apertura 2008) e iban en busca de su estrella 29, bajo la conducción de Hugo Tocalli.
Cruzados y Albos habían participado en 14 de 15 fases finales de Playoffs, en el caso de Católica la única que se perdieron fue el Torneo Apertura 2004, en Colo-Colo la única excepción fue el Torneo Apertura 2009, lo que presagiaba además de un irregular inicio en el Clausura un mal año para el conjunto albo, que logró revertir en el último tercio de la fase regular.

### Finales anteriormente jugadas entre ambos equipos
También esta era la sexta vez que definían un título local, anteriormente se habían enfrentado en una final en 5 ocasiones, con una amplia ventaja para Colo-Colo:
| Torneo            | Campeón              | Resultado           | Subcampeón           |
| ----------------- | -------------------- | ------------------- | -------------------- |
| Copa Chile 1958   | Colo-Colo            | 2 - 2               | Universidad Católica |
| Copa DIGEDER 1989 | Colo-Colo            | 1 - 0               | Universidad Católica |
| Copa DIGEDER 1990 | Colo-Colo            | 3 - 2               | Universidad Católica |
| Apertura 1997     | Universidad Católica | 3 - 1 0 - 1 / 3 - 0 | Colo-Colo            |
| Clausura 2002     | Colo-Colo            | 5 - 2 2 - 0 / 3 - 2 | Universidad Católica |

#### Enfrentamientos en Playoffs
| Torneo        | Ronda            | Local                | Resultado           | Visita               |
| ------------- | ---------------- | -------------------- | ------------------- | -------------------- |
| Clausura 2002 | Final            | Universidad Católica | 2:5 0:2 / 2:3       | Colo-Colo            |
| Apertura 2003 | Cuartos de final | Universidad Católica | 3(3):(4)3 3:2 / 0:1 | Colo-Colo            |
| Clausura 2003 | Cuartos de final | Colo-Colo            | 2:1 2:1 / 0:0       | Universidad Católica |
| Apertura 2008 | Cuartos de final | Universidad Católica | 2:4 1:3 / 1:1       | Colo-Colo            |

## Finales jugadas
| Equipo               | Finales jugadas en "Era Playoffs"                              |
| -------------------- | -------------------------------------------------------------- |
| Universidad Católica | 2002-A, 2002-C, 2005-C                                         |
| Colo-Colo            | 2002-C, 2003-A, 2003-C, 2006-A, 2006-C, 2007-C, 2008-A, 2008-C |

- Nota: En Negrita, finales que ganaron.

## Camino a la Final

### Universidad Católica
| Universidad Católica avanzó a play-offs, primero en la fase regular con 38 puntos. |                           |                                                        |                      |       |                      |
| 21 de noviembre                                                                    | Cuartos de final (Ida)    | Estadio Sausalito, Viña del Mar                        | Everton              | 0 - 2 | Universidad Católica |
| 24 de noviembre                                                                    | Cuartos de final (Vuelta) | Estadio San Carlos de Apoquindo, Santiago (Las Condes) | Universidad Católica | 0 - 0 | Everton              |
| Universidad Católica avanzó a semifinales con un global de 2-0.                    |                           |                                                        |                      |       |                      |
| 28 de noviembre                                                                    | Semifinal (Ida)           | Estadio Monumental, Santiago (Macul)                   | Santiago Morning     | 0 - 3 | Universidad Católica |
| 2 de diciembre                                                                     | Semifinal (Vuelta)        | Estadio San Carlos de Apoquindo, Santiago (Las Condes) | Universidad Católica | 5 - 3 | Santiago Morning     |
| Universidad Católica avanzó a la final con un global de 8-3.                       |                           |                                                        |                      |       |                      |

### Colo-Colo
| Colo-Colo avanzó a play-offs, cuarto en la fase regular con 28 puntos. |                           |                                      |                           |       |                           |
| 22 de noviembre                                                        | Cuartos de final (Ida)    | Estadio CAP, Talcahuano              | Universidad de Concepción | 1 - 2 | Colo-Colo                 |
| 25 de noviembre                                                        | Cuartos de final (Vuelta) | Estadio Monumental, Santiago (Macul) | Colo-Colo                 | 4 - 3 | Universidad de Concepción |
| Colo-Colo avanzó a semifinales con un global de 6-4.                   |                           |                                      |                           |       |                           |
| 29 de noviembre                                                        | Semifinal (Ida)           | Estadio Monumental, Santiago (Macul) | Colo-Colo                 | 1 - 0 | Deportes La Serena        |
| 2 de diciembre                                                         | Semifinal (Vuelta)        | Estadio La Portada, La Serena        | Deportes La Serena        | 0 - 3 | Colo-Colo                 |
| Colo-Colo avanzó a la final con un global de 4-0.                      |                           |                                      |                           |       |                           |

## Estadísticas previas
Total de partidos jugados en el Torneo Clausura 2009 por ambos equipos:
| Equipos              | PJ | PG | PE | PP | GF | GC | Dif. | Pts. | Rend.  |
| -------------------- | -- | -- | -- | -- | -- | -- | ---- | ---- | ------ |
| Universidad Católica | 21 | 14 | 6  | 1  | 53 | 16 | 37   | 48   | 80,95% |
| Colo-Colo            | 21 | 12 | 4  | 5  | 38 | 23 | 15   | 40   | 66,67% |

- Pts=Puntos; PJ=Partidos jugados; G=Partidos ganados; E=Partidos empatados; P=Partidos perdidos; GF=Goles a favor; GC=Goles en contra; Dif=Diferencia de gol; Rend=Porcentaje de rendimiento.

## Llave
|                          | vs.             |
| Universidad Católica 4 2 | Colo-Colo 6 2 4 |

## Desarrollo de la final
La primera final se jugó el sábado 5 de diciembre a las 19:00 horas (UTC-3) en el Estadio Monumental y con el arbitraje de Carlos Chandía (quien se retiraba del referato). Al minuto 9' Ezequiel Miralles presiono a Mauricio Zenteno en la salida provocando el error del líbero y el hábil delantero argentino aprovecho su velocidad y con un zurdazo batió al meta Paulo Garcés abriendo la cuenta para los locales en Macul, luego al 34' hubo un doble cabezazo en el área cruzada de parte de Paredes y Miralles, y Garcés contiene de manera notable el cabezazo del segundo enviando al córner, después en el complemento los albos tuvieron otra clara oportunidad para estirar las cifras, cuando un pase filtrado de Paredes dejó solo al colombiano Macnelly Torres y Garcés nuevamente estuvo notable para evitar el segundo. Hasta que al minuto 69' Charles Aránguiz comete una infantil falta sobre Milovan Mirosevic en el área durante un tiro de esquina y Chandía no dudo en cobrar penal, fue el propio capitán cruzado quien se paró frente al balón y desde los 12 pasos y con algo de dramático, batió a Muñoz (quien manoteó el disparo del Milo, pero igual ingresó hacía su pórtico) empatando el partido, esto fue un balde de agua fría para los "albos" que estaban haciendo una gran partido, pero no tardaron en reaccionar, cuatro minutos después al 75' Rodrigo Millar centro desde la derecha y Mauricio Zenteno desvío la pelota hacía su propio arco anotando un autogol, coronando un horrible partido en el que tuvo responsabilidad en ambos goles caciques. Parecía que Colo-Colo se llevaba el triunfo en la ida, pero al minuto 89 Leonel Mena centro un tiro libre al área colocolina, y Hans Martínez con un cabezazo (sumado a la débil respuesta de Cristián Muñoz) decretó el empate 2:2 final en el Monumental, dejando atónitos a los cerca de 40 000 espectadores presentes y sacando una leve ventaja a favor de Católica para la vuelta.
El partido de vuelta se jugó 4 días después el miércoles 9 de diciembre en el Estadio Santa Laura-Universidad SEK a las 18:00 horas (UTC-3), después de varias dudas sobre donde se jugaría, ese mismo día solo horas antes se confirmó la realización del partido. Volviendo al partido, serie de toques cruzados, un mal rechazo de Sebastián Toro y Rodrigo Valenzuela en el rebote y con Cristián Muñoz en el piso abrió la cuenta cuando solo corrían 21 segundos en Independencia. Los albos reaccionaron de inmediato, y desde ese preciso instante se adueñaron del balón, al minuto 14' hubo un tiro libre a favor de los visitantes, Macnelly Torres tomo la pelota, centro al área, Ezequiel Miralles ganó en el cabezazo, Garcés contuvo a medias y en el rebote Charles Aránguiz con sutil cabezazo consiguió la igualdad, con este resultado parcial (1-1) Católica aún seguía siendo campeón. Al 33' el capitán colocolino Arturo Sanhueza dio un pase a Paredes quien avanzó desde casi la mitad de la cancha hasta el área rival, el "rubio goleador" se sacó a Hans Martínez con un túnel y en el uno contra a uno marcó un golazo en el Santa Laura para adelantar a los "albos" e irse 2:1 arriba al descanso. En la segunda mitad la UC fue en busca del gol del empate hasta que un centro de Damián Díaz al segundo palo, encontró la cabeza de Roberto Gutiérrez (ganándole el duelo a Magalhães) colocando el empate 2:2 al 65' (que llevaba todo a tiempo extra), solo 120 segundos se tardaron los albos en contestar, mediante un córner de Macnelly enviado al área, fue cabeceado por la figura de la tarde, Esteban Paredes, quien se elevó más que todos en el área grande y con contundente cabezazo puso el 3:2 transitorio a favor de Colo Colo clavándola en el ángulo derecho, resultado que los coronaba campeones, esto obligó a los dirigidos de Figueroa a adelantar sus líneas, mientras que los de Tocalli esperaron tranquilamente al contragolpe. Hasta que al minuto 90, Marcos González perdió la pelota contra Millar en el mediocampo, este se la pasa a Miralles, quien cedió para el recién ingresado Cristian Bogado (que ingreso por Paredes), aguanto la marca de Leonel Mena y con un misilazo al poste derecho batió a Paulo Garcés decretando el 4:2 final en Plaza Chacabuco, cerrando las esperanzas cruzadas y bajando la estrella 29 para los "albos" después de haber peligrado incluso con la promoción.

### Partido de ida
| 5 de diciembre de 2009, 19:00 | Colo-Colo                        | 2:2 (1:0) | Universidad Católica                | Monumental, Santiago (Macul)                               |                                                            |
|                               | Miralles 9' · Zenteno 75' (a.g.) | Reporte   | Mirosevic 71' (pen.) · Martínez 89' | Asistencia: 40.535 espectadores Árbitro(s): Carlos Chandía | Asistencia: 40.535 espectadores Árbitro(s): Carlos Chandía |

| 1          | POR        | Cristián Muñoz    |     |
| 2          | DEF        | Paulo Magalhães   | 68' |
| 26         | DEF        | Sebastián Toro    |     |
| 27         | DEF        | José Manuel Rey   |     |
| 4          | DEF        | Roberto Cereceda  |     |
| 16         | MED        | Charles Aránguiz  |     |
| 18         | MED        | Rodrigo Meléndez  |     |
| 14         | MED        | Rodrigo Millar    | 77' |
| 10         | MED        | Macnelly Torres   |     |
| 11         | DEL        | Ezequiel Miralles | 86' |
| 7          | DEL        | Esteban Paredes   |     |
| Entrenador | Entrenador | Hugo Tocalli      |     |

| 1          | POR        | Paulo Garcés           |     |
| 3          | DEF        | Marcos González        |     |
| 4          | DEF        | Mauricio Zenteno       |     |
| 5          | DEF        | David Henríquez        |     |
| 7          | MED        | Rodrigo Valenzuela     |     |
| 8          | MED        | Jorge Ormeño           | 62' |
| 16         | MED        | Hans Martínez          |     |
| 11         | MED        | Rodrigo Toloza         |     |
| 15         | MED        | Damián Díaz            | 86' |
| 10         | MED        | Milovan Mirosevic      | 79' |
| 22         | DEL        | Roberto Gutiérrez      |     |
| Entrenador | Entrenador | Marco Antonio Figueroa |     |

| 25 | POR | Francisco Prieto     |     |
| 15 | DEF | Diego Olate          | 68' |
| 17 | MED | Arturo Sanhueza      |     |
| 24 | MED | José Domingo Salcedo | 77' |
| 9  | DEL | Cristian Bogado      | 86' |

| 12 | POR | Fabián Cerda      |     |
| 14 | MED | Leonel Mena       | 79' |
| 17 | DEL | Juan José Morales | 62' |
| 18 | DEL | Matías Rubio      |     |
| 19 | DEL | Francisco Pizarro | 86' |

| Anotado           | 9'  | Ezequiel Miralles | 1–0 |
| Anotado · Autogol | 75' | Mauricio Zenteno  | 2–1 |

| Anotado · Penal | 71' | Milovan Mirosevic | 1–1 |
| Anotado         | 89' | Hans Martínez     | 2–2 |

| Amonestado | 10' | Ezequiel Miralles |  |
| Amonestado | 44' | Rodrigo Meléndez  |  |
| Amonestado | 65' | José Manuel Rey   |  |
| Amonestado | 69' | Charles Aránguiz  |  |

| Amonestado | 58'   | Mauricio Zenteno  |  |
| Amonestado | 60'   | Jorge Ormeño      |  |
| Amonestado | 90+3' | Francisco Pizarro |  |

| Árbitro             | Carlos Chandía |
| Árbitros asistentes | Cristián Julio |
| Árbitros asistentes | Lorenzo Acuña  |
| Cuarto Árbitro      |                |

| 1          | POR        | Cristián Muñoz    |     |
| 2          | DEF        | Paulo Magalhães   | 68' |
| 26         | DEF        | Sebastián Toro    |     |
| 27         | DEF        | José Manuel Rey   |     |
| 4          | DEF        | Roberto Cereceda  |     |
| 16         | MED        | Charles Aránguiz  |     |
| 18         | MED        | Rodrigo Meléndez  |     |
| 14         | MED        | Rodrigo Millar    | 77' |
| 10         | MED        | Macnelly Torres   |     |
| 11         | DEL        | Ezequiel Miralles | 86' |
| 7          | DEL        | Esteban Paredes   |     |
| Entrenador | Entrenador | Hugo Tocalli      |     |

| 1          | POR        | Paulo Garcés           |     |
| 3          | DEF        | Marcos González        |     |
| 4          | DEF        | Mauricio Zenteno       |     |
| 5          | DEF        | David Henríquez        |     |
| 7          | MED        | Rodrigo Valenzuela     |     |
| 8          | MED        | Jorge Ormeño           | 62' |
| 16         | MED        | Hans Martínez          |     |
| 11         | MED        | Rodrigo Toloza         |     |
| 15         | MED        | Damián Díaz            | 86' |
| 10         | MED        | Milovan Mirosevic      | 79' |
| 22         | DEL        | Roberto Gutiérrez      |     |
| Entrenador | Entrenador | Marco Antonio Figueroa |     |

| 25 | POR | Francisco Prieto     |     |
| 15 | DEF | Diego Olate          | 68' |
| 17 | MED | Arturo Sanhueza      |     |
| 24 | MED | José Domingo Salcedo | 77' |
| 9  | DEL | Cristian Bogado      | 86' |

| 12 | POR | Fabián Cerda      |     |
| 14 | MED | Leonel Mena       | 79' |
| 17 | DEL | Juan José Morales | 62' |
| 18 | DEL | Matías Rubio      |     |
| 19 | DEL | Francisco Pizarro | 86' |

| Anotado           | 9'  | Ezequiel Miralles | 1–0 |
| Anotado · Autogol | 75' | Mauricio Zenteno  | 2–1 |

| Anotado · Penal | 71' | Milovan Mirosevic | 1–1 |
| Anotado         | 89' | Hans Martínez     | 2–2 |

| Amonestado | 10' | Ezequiel Miralles |  |
| Amonestado | 44' | Rodrigo Meléndez  |  |
| Amonestado | 65' | José Manuel Rey   |  |
| Amonestado | 69' | Charles Aránguiz  |  |

| Amonestado | 58'   | Mauricio Zenteno  |  |
| Amonestado | 60'   | Jorge Ormeño      |  |
| Amonestado | 90+3' | Francisco Pizarro |  |

| Árbitro             | Carlos Chandía |
| Árbitros asistentes | Cristián Julio |
| Árbitros asistentes | Lorenzo Acuña  |
| Cuarto Árbitro      |                |

### Partido de vuelta
| 9 de diciembre de 2009, 18:00                                    | Universidad Católica             | 2:4 (1:2) | Colo-Colo                                    | Santa Laura-Universidad SEK, Santiago (Independencia)  |                                                        |
|                                                                  | Valenzuela 1' · R. Gutiérrez 65' | Reporte   | Aránguiz 14' · Paredes 33', 67' · Bogado 90' | Asistencia: 16.238 espectadores Árbitro(s): Pablo Pozo | Asistencia: 16.238 espectadores Árbitro(s): Pablo Pozo |
| Colo-Colo gana 6–4 en el global y es campeón del fútbol chileno. |                                  |           |                                              |                                                        |                                                        |

| 1          | POR        | Paulo Garcés           |     |
| 3          | DEF        | Marcos González        |     |
| 16         | DEF        | Hans Martínez          |     |
| 5          | DEF        | David Henríquez        |     |
| 7          | MED        | Rodrigo Valenzuela     |     |
| 8          | MED        | Jorge Ormeño           |     |
| 10         | MED        | Milovan Mirosevic      |     |
| 11         | MED        | Rodrigo Toloza1        | 72' |
| 15         | MED        | Damián Díaz2           | 72' |
| 17         | DEL        | Juan José Morales      |     |
| 22         | DEL        | Roberto Gutiérrez      | 83' |
| Entrenador | Entrenador | Marco Antonio Figueroa |     |

| 1          | POR        | Cristián Muñoz    |     |
| 2          | DEF        | Paulo Magalhães   |     |
| 26         | DEF        | Sebastián Toro    |     |
| 27         | DEF        | José Manuel Rey   |     |
| 4          | DEF        | Roberto Cereceda  |     |
| 16         | MED        | Charles Aránguiz  |     |
| 17         | MED        | Arturo Sanhueza   |     |
| 14         | MED        | Rodrigo Millar    |     |
| 10         | MED        | Macnelly Torres   | 83' |
| 11         | DEL        | Ezequiel Miralles |     |
| 7          | DEL        | Esteban Paredes   | 89' |
| Entrenador | Entrenador | Hugo Tocalli      |     |

| 12 | POR | Fabián Cerda     |     |
| 6  | MED | Francisco Silva  |     |
| 14 | MED | Leonel Mena1     | 72' |
| 9  | DEL | Rodrigo Mannara2 | 72' |
| 18 | DEL | Matías Rubio     | 83' |

| 25 | POR | Francisco Prieto     |     |
| 15 | DEF | Diego Olate          |     |
| 24 | MED | José Domingo Salcedo | 83' |
| 9  | DEL | Cristian Bogado      | 89' |
| 22 | DEL | Daúd Gazale          |     |

| Anotado | 1'  | Rodrigo Valenzuela | 1–0 |
| Anotado | 65' | Roberto Gutiérrez  | 2–2 |

| Anotado | 14' | Charles Aránguiz | 1–1 |
| Anotado | 33' | Esteban Paredes  | 1–2 |
| Anotado | 67' | Esteban Paredes  | 2–3 |
| Anotado | 90' | Cristian Bogado  | 2–4 |

| Amonestado | 8'    | Jorge Ormeño      |  |
| Amonestado | 26'   | Damián Díaz       |  |
| Amonestado | 31'   | Milovan Mirosevic |  |
| Amonestado | 45+1' | David Henríquez   |  |

| Amonestado | 17'   | Paulo Magalhães |  |
| Amonestado | 26'   | Arturo Sanhueza |  |
| Amonestado | 64'   | Rodrigo Millar  |  |
| Amonestado | 68'   | Esteban Paredes |  |
| Amonestado | 90+1' | Cristian Bogado |  |

| Árbitro             | Pablo Pozo        |
| Árbitros asistentes | Patricio Basualto |
| Árbitros asistentes | Francisco Mondría |
| Cuarto Árbitro      | Jorge Osorio      |

| 1          | POR        | Paulo Garcés           |     |
| 3          | DEF        | Marcos González        |     |
| 16         | DEF        | Hans Martínez          |     |
| 5          | DEF        | David Henríquez        |     |
| 7          | MED        | Rodrigo Valenzuela     |     |
| 8          | MED        | Jorge Ormeño           |     |
| 10         | MED        | Milovan Mirosevic      |     |
| 11         | MED        | Rodrigo Toloza1        | 72' |
| 15         | MED        | Damián Díaz2           | 72' |
| 17         | DEL        | Juan José Morales      |     |
| 22         | DEL        | Roberto Gutiérrez      | 83' |
| Entrenador | Entrenador | Marco Antonio Figueroa |     |

| 1          | POR        | Cristián Muñoz    |     |
| 2          | DEF        | Paulo Magalhães   |     |
| 26         | DEF        | Sebastián Toro    |     |
| 27         | DEF        | José Manuel Rey   |     |
| 4          | DEF        | Roberto Cereceda  |     |
| 16         | MED        | Charles Aránguiz  |     |
| 17         | MED        | Arturo Sanhueza   |     |
| 14         | MED        | Rodrigo Millar    |     |
| 10         | MED        | Macnelly Torres   | 83' |
| 11         | DEL        | Ezequiel Miralles |     |
| 7          | DEL        | Esteban Paredes   | 89' |
| Entrenador | Entrenador | Hugo Tocalli      |     |

| 12 | POR | Fabián Cerda     |     |
| 6  | MED | Francisco Silva  |     |
| 14 | MED | Leonel Mena1     | 72' |
| 9  | DEL | Rodrigo Mannara2 | 72' |
| 18 | DEL | Matías Rubio     | 83' |

| 25 | POR | Francisco Prieto     |     |
| 15 | DEF | Diego Olate          |     |
| 24 | MED | José Domingo Salcedo | 83' |
| 9  | DEL | Cristian Bogado      | 89' |
| 22 | DEL | Daúd Gazale          |     |

| Anotado | 1'  | Rodrigo Valenzuela | 1–0 |
| Anotado | 65' | Roberto Gutiérrez  | 2–2 |

| Anotado | 14' | Charles Aránguiz | 1–1 |
| Anotado | 33' | Esteban Paredes  | 1–2 |
| Anotado | 67' | Esteban Paredes  | 2–3 |
| Anotado | 90' | Cristian Bogado  | 2–4 |

| Amonestado | 8'    | Jorge Ormeño      |  |
| Amonestado | 26'   | Damián Díaz       |  |
| Amonestado | 31'   | Milovan Mirosevic |  |
| Amonestado | 45+1' | David Henríquez   |  |

| Amonestado | 17'   | Paulo Magalhães |  |
| Amonestado | 26'   | Arturo Sanhueza |  |
| Amonestado | 64'   | Rodrigo Millar  |  |
| Amonestado | 68'   | Esteban Paredes |  |
| Amonestado | 90+1' | Cristian Bogado |  |

| Árbitro             | Pablo Pozo        |
| Árbitros asistentes | Patricio Basualto |
| Árbitros asistentes | Francisco Mondría |
| Cuarto Árbitro      | Jorge Osorio      |

## Campeón
|                               |
| Campeón Colo-Colo 29.º título |
|                               |

## Datos
A continuación se dan algunos datos tras la Final del Torneo de Clausura 2009:
- Con triunfo en la final, Colo-Colo aumento su paternidad en Playoffs sobre la UC a 4-0 (2-0 en la final). Además este fue su sexto Torneo de Clausura (cuarto consecutivo) y primera vez que ganaban un Campeonato Nacional en el recinto de Independencia.

- Tercera y última vez que el ganador de los Playoffs sale campeón eliminando a los 2 mejores equipos de la Fase Clasificatoria, los anteriores fueron Universidad de Chile en el Apertura 2004, y Unión Española en el Apertura 2005.

- Cuarta vez que el líder de la Fase Clasificatoria pierde la final (Colo-Colo en el Clausura 2003, Cobreloa en el Apertura 2004 y Unión Española en el Apertura 2009 los anteriores).[11]

- Fue la segunda definición de un título de Primera División en el Estadio Santa Laura, ambas ocurrieron en 2009.

- La derrota en la final significo el 16.º subcampeonato de Universidad Católica y tercera final perdida, 2 de esas 3 ante los albos. Además los únicos 2 partidos que perdieron durante el Torneo de Clausura fueron en el Estadio Santa Laura.

- Con su gol a los 21 segundos en la final vuelta, Rodrigo Valenzuela anotó el gol más rápido en duelos de Primera División entre ambos clubes.[12]

- Tras la final vuelta, el entrenador cruzado Marco Antonio Figueroa perdió su invicto contra Colo-Colo como entrenador, tras dirigir a Cobreloa en 2008 y Universidad Católica en 2009.

- El jugador albo Luis Mena llegó a 11 títulos con la camiseta alba (10 Campeonatos nacionales y 1 Copa Chile), deshaciendo su empate con Eduardo Vilches con 10.[13][14]